# خوجية

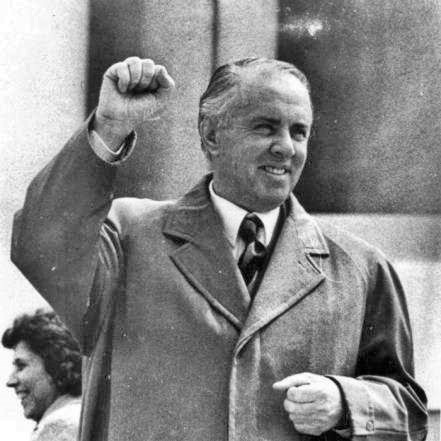
أنور خوجة في قمة قوته

الخوجية هي أفكار محسوبة على المجموعة المناهضة للتحريفية التي وصفها الرافضون للمؤتمر العشرين للحزب الشيوعي السوفييتي، وينسب الخوجية إلى الزعيم الألباني أنور خوجة الذي تصدر المعسكر المناهض للاتحاد السوفيتي بعد وفاة الرئيس الصيني ماو تسي تونغ مؤسس هذا المعسكر.[بحاجة لمصدر]

## اسهامات خوجا النظرية
علي عكس ما يروج له الماويون أو ما يعتقدوه فقد أضاف أنور خوجا علي خطه الماركسي اللينيني الستاليني المعادي للتحريفية أشياءً كثيرة تذكر، وعلي عكس ما يروج له المعروفون بال ـ«ميم-لام» «ميم» أو «الماركسيون الللينينيون» الماويون فقد أضاف أنور خوجا رؤية واضحةً ورسماً توضيحياً علي هيئة أعمال وكتابات نظرية متمثلة في واحدة من أهم أعماله المعروفة ب ـ«الإمبريالية والثورة»، وفي هذا الكتاب وضح ليس فقط تحريفية ماوتسي تونج رئيس الصين عن جادة وطريق الماركسية اللينينية، بل أوضح كذلك المطامح الإمبريالية للبرجوازية الحمراء الصينية التي فتح لها ماو الطريق ولتنظيراته المؤيدة لتطور الرأسمالية وما آلت إليه لاحقاً هذه الأوضاع بجعلها إمبريالية اجتماعية/اشتراكية تلتهم تقريباً ثلاث أرباع قارة أفريقيا بإستثماراتها وتضطهد العمال في هذه القارة، فلقد وجه أيضاً ووضح التقليعات التحريفية الأخري كالتيتية والسوفيتية التي سبق وعلَّم ضدها في كتاباته وأعماله كعمليه المشهورين المعروفين بال ـ«التيتيين» و«الخراشفة/الخورتشوفيون» و«الأوروشيوعية ضد الشيوعية»، بل ولقد صبت جمهورية الشعب الألبانية وقتها مجهود جام جهازها الإعلامي لفضح هذه التقليعات التحريفية ونشر هذه الأعمال بتراجم عديدة ولغات كثيرة حول العالم وفي جريدة الجمهورية الشعبية الاشتراكية الألبانية المعروفة ب ـ«Zëri i Popullit» أو «صوت الشعب».
ويجدر علينا ذكر ما ينكره بعض الماويون من حقائق تاريخية كأن أنور خوجة مثلاً قد تبع خطي ماو ضد التحريفيين السوفيت، فنذكر رد فعل أنور خوجا وصدمته في مذكراته السياسية عندما ألقي خورتشوف علي كافة الأحزاب الشيوعية تقرير المؤتمر العشرين للحزب السوفيتي الذي صار تحريفياً، وعلي عكس الرئيس الصيني ماو الذي رحب بهذا الانتقاد الخورتشوفي بسبب إتهامات عبادة الفرد التي تم توجيهها لستالين و«سلطويته» و«انحرافه» و«ميتافيزيقيته» علي حد زعم الرئيس الصيني، علي النقيض وقف أنور خوجا ضد هذا الموقف ولم يعجبه، وبل أنه قد أبدي استيائه من أمور عديدة كانت تجري في الصين ومواقف الحكومة الصينة والحزب الشيوعي الصيني، وأوضح أنور خوجا أن صعود دينج سياو بينج وبقية التحريفيين الجدد ما هم إلا إكمال لمسيرة ماوتسي تونج، وأن الثورة الثقافية البروليتارية العظمي لم تكن سوي إتضطراب سياسي مفتعل لا جدوي منه ولا فائدة بحجة مواجهة الرأسمالية في المجتمع وفي تناقض عجيب، فماو نفسه الذي علم وفتح في تعاليمه بأن ”الشيوعيون لا يقفون ضد الملكية الخاصة ولا تطورها“ هو نفسه الذي يلجاء لاحقاً لافتعال هذه الفوضي لمواجهة الرأسمالية والتحريفية علي حد زعمه، وعلي النقيض من الثورة الثقافية ذات الأصداء العالية في الصين حدث تثوير للمجتمع وللتعليم في الاتحاد السوفيتي وألبانيا وبقية دول دكتاتورية البروليتاريا بقيادة لينين وستالين، ومن الجدير بالذكر أن أنور خوجا حول ألبانيا لأول دولة ملحدة في العالم وواجه الدين والمثالية بالإلحاد المادي الجدلي الماركسي، بينما ماو كان متناقضاً أشد التناقض فالثورة الثقافية التي كانت تزعم أنها ستقضي علي الدين والرأسمالية من أساسها في الصين ؛ قد علم ماو بنقضيها بأنه ”يجب أن ندع مائة زهرة تتفتح، وتتباري“ أي ندع كافة الأفكار المثالية والوعي الزائف المناقض للماركسية المادية الجدلية بأصلها وعلم أنه ”يجب أن لا نجعل الجماهير تنعزل عن الأفكار المثالية السيئة بل نجعل الناس تعرفها ويتصلوا بها حتي يدركوا أنها خاطئة“.
ونضيف أخيراً بأن إضافة خوجا النظرية ومواقفه تتمثل في الدفاع عن دكتاتورية البروليتاريا في بلد صغير بموارد شحيحة كألبانيا، بل ومن جعلها من أفضل البلدان في أوروبا من ناحية المستوي المعيشي بل والاقتصادي، حتي صارت ألبانيا مصدراً للكهرباء، وكل هذا تحت حصار تحريفي رأسمالي إمبريالي، يمكن للشخص الإتطلاع علي الخوجية عن طريق أعمال أنور خوجة في المكتبات الإلكترونية حيث أن أعماله صارت شحيحة ونادرة جداّ حتي في ألبانيا صارت شبه منعدمة.[بحاجة لمصدر]